# Acanthodelta zabulon
Acanthodelta zabulon är en fjärilsart som beskrevs av Achille Guenée 1852. Acanthodelta zabulon ingår i släktet Acanthodelta och familjen nattflyn. Inga underarter finns listade i Catalogue of Life.